# Rise Again (мини-альбом)
| Оценки критиков | Оценки критиков |
| Источник        | Оценка          |
| --------------- | --------------- |
| VGMO            | 3.5/5           |
| VGMdb           | 4.70/5          |

Rise Again — мини-альбом, выпущенный Crush 40. Он содержит четыре песни, и «Sonic Youth» дебютирует на этом альбоме. Песни, которые были включены, позже были исполнены на их концертных альбомах. Это четвёртый релиз, выпущенный группой, и был первым альбомом, выпущенным с песнями, не использованными ни в одной игре. Третий трек, «Song of Hope», был сделан как благотворительная песня для цунами 2011 года в Японии. Выпущенный на iTunes, все вырученные средства пошли на это дело.

## Версии
Существует два издания данного альбома, одно из которых продавалось только на Summer of Sonic 2012. Он был упакован в картонный футляр с другим рисунком на обложке, а также включал постер группы, но в альбом не был включен трек «Song of Hope». Однако, этот мини-альбом назывался просто «Crush 40» и издателем был не Wave Master, а сами Crush 40. Он был зарегистрирован как CFR-0001, указывающий на Crush 40 Records как на независимый лейбл Crush 40.

## Список композиций
Все тексты написаны Джонни Джиоэли, вся музыка написана Дзюном Сэноуэ.
| №                   | Название            | Длительность |
| ------------------- | ------------------- | ------------ |
| 1.                  | «Sonic Youth»       | 3:49         |
| 2.                  | «One of Those Days» | 4:30         |
| 3.                  | «Rise Again»        | 4:26         |
| Общая длительность: | Общая длительность: | 12:45        |

| №                   | Название            | Длительность |
| ------------------- | ------------------- | ------------ |
| 1.                  | «Sonic Youth»       | 3:48         |
| 2.                  | «One of Those Days» | 4:30         |
| 3.                  | «Song of Hope»      | 5:10         |
| 4.                  | «Rise Again»        | 4:25         |
| Общая длительность: | Общая длительность: | 17:53        |

## Участники записи

### Crush 40
- Дзюн Сэноуэ — гитары
- Джонни Джиоэли — вокал

### Приглашённые музыканты
- Такэси Танэда — бас-гитара
- Тору Кавамура — ударные

### Технический персонал
- Рэйчел Е. Скотт — Фотография
- Тиаки Курода (дизайн Windansea) — дизайн
- Фумитака Сибата — исполнительный продюсер

## Факты
- Синглы представлены на этом EP в том порядке, в котором они были выпущены — «Song of Hope» был первым, а «Rise Again» был выпущен последним.
- Используемый шрифт на обложке и задней стороны диска — Downcome
- Это единственный релиз группы, не посвящённый франшизе Sonic the Hedgehog (за исключением «Sonic Youth»).